# Honbazuke
Unter Honbazuke (auch Honba-Zuke) ist der Schliff eines japanischen Messers (Hōchō) für den tatsächlichen Einsatz zu verstehen.
Frei übersetzt bedeutet Honbazuke „Anbringen der echten Schärfe“.
Grundsätzlich wird ein japanisches Messer vom Schmied mit einem durchaus scharfen Grundschliff versehen. Der Verwender des Messers hat hingegen oft besondere Vorstellungen und Vorlieben, was die Schärfe, die Schnitthaltigkeit und den Anschliffwinkel der Klinge betrifft. 
Für viele Anwender ist es selbstverständlich und üblich, ein neues Messer selbst mit dem persönlich gewünschten Schliff zu versehen. Wer dieses nicht selbst kann oder will, wendet sich an einen erfahrenen Schleifer, der die Arbeit nach Kundenwunsch vornimmt.
Der Schliff ist grundsätzlich reine Handarbeit auf synthetischen oder natürlichen Steinen mit verschiedenen immer feiner werdenden Körnungen. Die Spuren dieses Schliffes finden allgemein große Beachtung und lassen auf die Eigenschaften der Klinge schließen.